# 크리스티네베리역
크리스티네베리(스웨덴어: Kristineberg) 역은 스톡홀름 지하철 그뢰나 선의 역이다. 스톡홀름 도심의 크리스티네베리 지구에 있다. 드로트닝홀름 가, 셸마르 쇠데르베리 가, 노르덴플뤼트 가에 걸쳐 있다. 1952년 10월 26일 개업하였다. 승강장에는 1991년 카리나 발레르트(Carina Wallert)가 설치한 사람과 동물(Resande med djur)이라는 동상이 있다.

## 인접한 역
| 그뢰나 선                   | 그뢰나 선       | 그뢰나 선                                                   |
| --------------------------- | --------------- | ----------------------------------------------------------- |
| 알비크 헤셀뷔 스트란드 방면 | T17 · T18 · T19 | 토릴드스플란 스카르프넥 · 파르스타 스트란드 · 학세트라 방면 |